# USS Gato (SS-212)
USS Gato (SS-212) – prototypowy okręt podwodny typu Gato, który wziął udział w działaniach podwodnych w trakcie wojny na Pacyfiku. USS Gato (SS-212) został zwodowany 21 sierpnia 1941 roku w stoczni Electric Boat oraz przyjęty do służby w marynarce amerykańskiej 31 grudnia tego samego roku.